# Білоруська християнсько-демократична злучність
Білоруська християнсько-демократична злучність (БХДЗ, біл. Беларуская хрысціянска-дэмакратычная злучнасць) — білоруська християнсько-демократична політична партія, яка діяла на початку 1990-тих років.

## Історія
Партія була створена на установчій конференції в Мінську 1 червня 1991 року, тоді ж було прийнято програму і Статут, зареєстрована - 16 грудня 1991 року. Штаб-квартира знаходилася в Мінську. Оголосила себе наступницею Білоруської християнської демократії, яка діяла в Західній Білорусі в 1927-1940 роках. Керівний орган - координаційна рада. Основна мета - духовно-моральне, національне, політичне й економічне відродження Білорусі на принципах ненасильства, плюралізму, приватної власності, християнського братства з усіма народами. У 1991 році було відновлено видання газети «Беларуская крыніца» (укр. Білоруська криниця).
Ядро організації становили 102 делегата установчої конференції, переважно це були білоруськомовні представники інтелігенції. Мовних, національних або вікових обмежень не існувало, але друзям БХДЗ, згідно зі Статутом, може бути той, хто поділяє морально-етичні заповіді Христа. Було вибрано 5 співголів: П. Силко (співголова-координатор), І. Богданович, М. Решков, Е. Сабіло і Ф. Янушкевич. Надалі філії організації були створені в Бересті, Гомелі, Гродно, Могильові, Мінську, Полоцьку. 
Організація виступала проти вживання польської мови в костьолах у Білорусі і прагнула до їх повної білорусизації.